# Kalvinismus

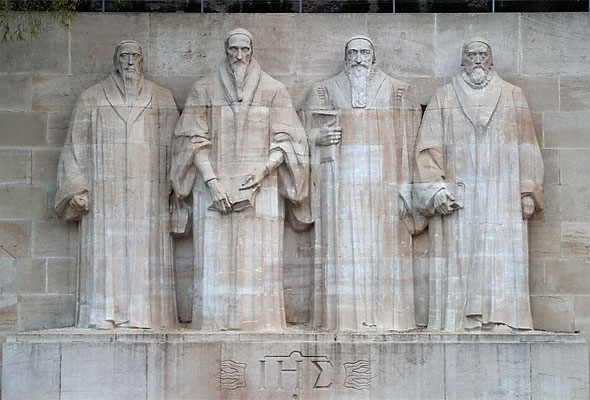
Pomník kalvínských teologů Viléma Farela, Jana Kalvína, Theodora Bezy a Johna Knoxe v Ženevě

Kalvinismus je reformační proud v křesťanském myšlení, který vychází z učení Jana Kalvína a dalších reformátorů. Vedle luteránství je nejvýznamnějším z protestantských náboženských směrů.
Vhodnější název by byl reformované vyznání, resp. reformovaná tradice (reformed tradition, název užívaný v zahraničí jako synonymum), protože základem tohoto směru náboženské reformy bylo vedle učení Kalvínova též učení jeho předchůdce Ulricha Zwingliho. V tomto širším pojetí se stal kalvinismus učením církví zahrnovaných pod název reformované církve. Podle Helvetské konfese, která je jedním ze základních dokumentů reformované tradice (ale s Kalvínem nemá historicky ještě souvislost), bývalo používáno i nepříliš správné označení helvétské vyznání. V užším (dogmatickém) smyslu může být kalvinismus chápán jako souhrn učení samotného Kalvína.

## Vznik a vývoj
Za počátek švýcarské reformace je považováno vystoupení Ulricha Zwingliho v Curychu v roce 1519.  Reformace se  brzy rozšířila do dalších švýcarských měst (Bern, Basilej, St. Gallen), do jižního Německa a do Alsaska. Jeho nástupce Heinrich Bullinger byl za svého života nejvlivnějším reformovaným vůdcem v Evropě. Jan Kalvín v Ženevě byl zakladatelem druhé větve reformované teologie, která se šířila zejména ve Francii (její stoupenci se nazývali hugenoti). V roce 1549 došlo k určitému vyřešení teologických rozporů mezi Bullingerem a Kalvínem, které představuje Consensus Tigurinus (Curyšský konsensus).
Kalvinismus se šířil dále po Evropě, větší ohlas měl zejména v Nizozemsku, Maďarsku a také ve Skotsku. S vystěhovalci z Francie a Nizozemska a s anglickými puritány dosáhl velkého rozšíření i v Americe.
V Evropě Vestfálský mír uznal kalvinismus v roce 1648 jako třetí konfesi vedle katolicismu a luteránství.

## Hlavní myšlenky
V reformované teologii zaujímá ústřední místo Ježíš Kristus a Bible. 
Kristus je jediným prostředníkem mezi Bohem a lidmi, stal se člověkem, aby lidé mohli být spaseni. Kristus je jedna osoba s božskou a lidskou přirozeností. Zatímco luteráni věří, že Kristus je v eucharistii tělesně přítomný, reformovaní chápou Večeři páně jako pouze symbolické připomínání Kristovy oběti a jeho přítomnosti v církvi, protože jeho lidské tělo nemůže být na více místech současně. 
Boha lidé poznávají z Bible, jejímž prostřednictvím Bůh komunikuje s lidmi. Bůh předává lidem své poznání prostřednictvím Božího slova, které má několik podob: je to Bible, sám Ježíš Kristus jako vtělené Slovo a dále kázání služebníků božích.

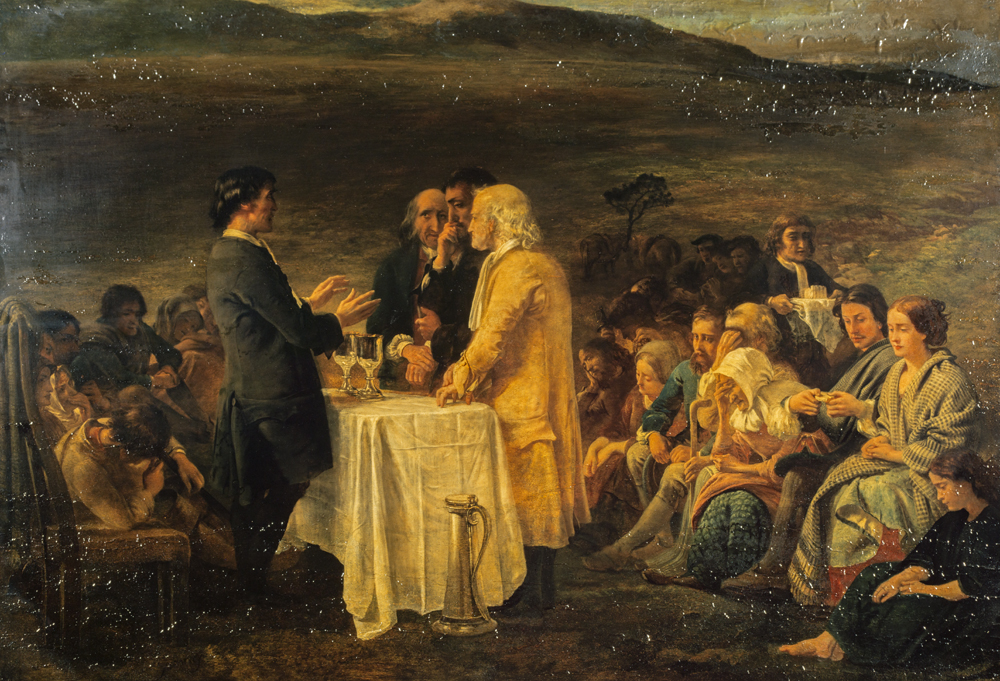
Večeře Páně skotských kovenanterů podle kalvínského ritu na obraze sira George Harveye

Důležitou součástí kalvinismu je učení o Boží milosti a predestinaci (předurčení). V důsledku prvotního hříchu Adama a Evy lidé nejsou schopni nehřešit, nemohou se hříchu vyhnout. Některé lidi Bůh předurčil, aby byli spaseni, jiní byli předurčeni k věčnému zatracení. Spasení vyplývá pouze z Božího svobodného rozhodnutí, nezakládá se na žádné charakteristice nebo jednání člověka. (Někteří moderní reformovaní teologové však zdůrazňují Boží svobodu milovat všechny lidi, spíše než vybírat jedny pro spasení a druhé pro zatracení.) Tímto tématem se zabývala Dordrechtská synoda v letech 1618-1619 a stanovila 5 základních bodů kalvinismu, které jsou známy pod akronymem TULIP.

### Reference

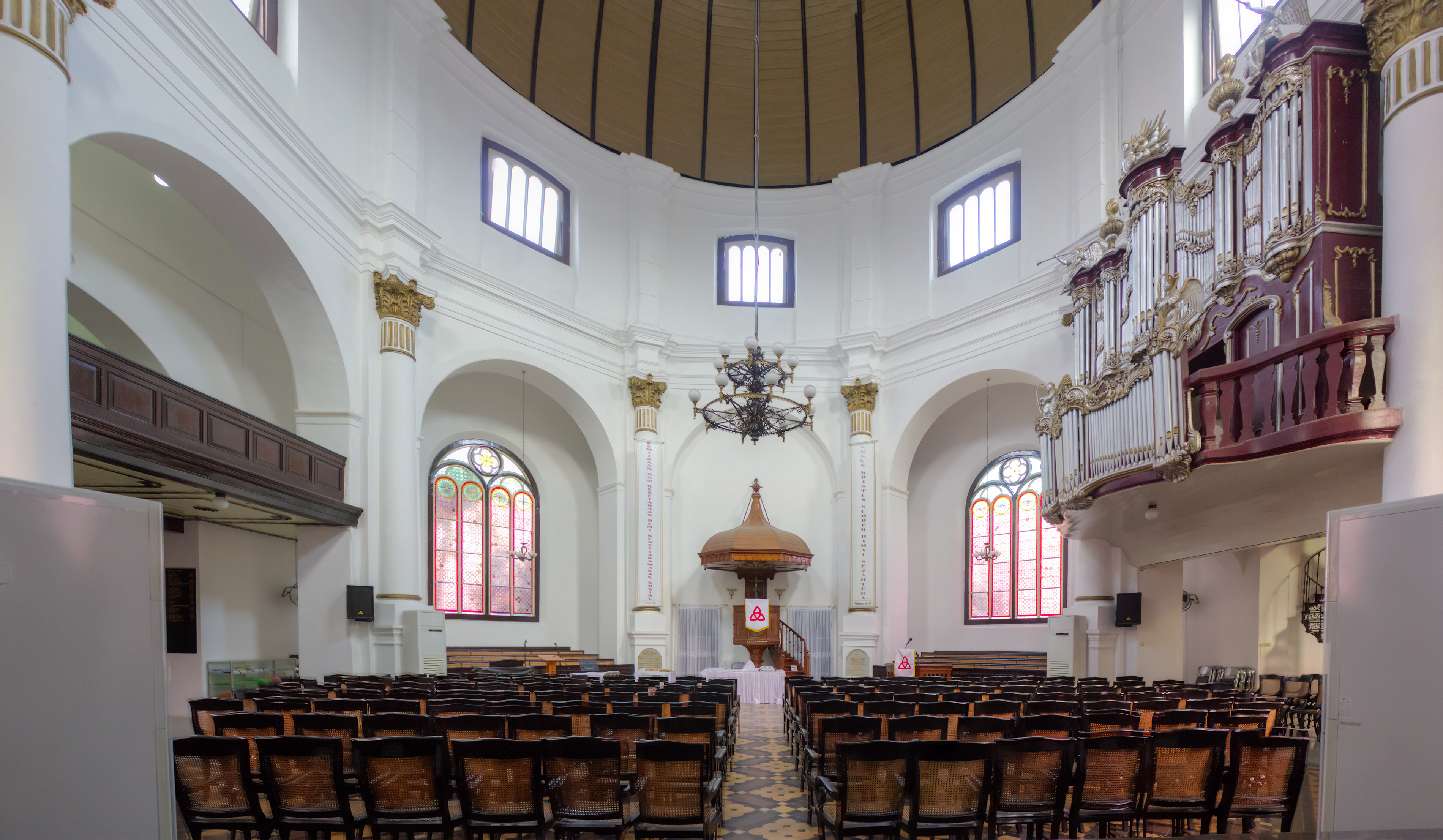
Interiér kalvinistického kostela v indonéském Semarangu z 18. století

## Významní představitelé

### Celosvětově
- Jan Kalvín
- Ulrich Zwingli
- Martin Bucer
- Johannes Oekolampadius
- Heinrich Bullinger
- Theodor Beza
- John Knox
- Guillaume Farel
- Jonathan Edwards
- Karl Barth
- Martyn Lloyd-Jones
- Robert Charles Sproul

### V českých zemích
- Amand Polan z Polansdorfu
- Václav Šubert
- Jan Karafiát